# Les Prénoms épicènes
Les Prénoms épicènes est le vingt-septième roman d’Amélie Nothomb publié le 22 août 2018 aux éditions Albin Michel.

## Accueil de la critique
À sa parution, le roman est globalement bien accueilli par la critique littéraire, qui y voit « un conte intelligent » mais note toutefois une certaine « facilité  » de son auteure. 

## Éditions
- Éditions Albin Michel, 2018  (ISBN 9782226437341), 162 p.
- Le Livre de poche, 2020  (ISBN 9782253101659), 160 p.